# Marcin Mroczek
Marcin Mroczek, né le 18 juillet 1982 à Siedlce, est un acteur et un danseur polonais.

## Filmographie partielle
au cinéma
- 2003 : Une vieille fable. Quand le soleil était un dieu - Zdobek

à la télévision
- depuis 2000 : M jak miłość - Piotr Zduński

Taniec z gwiazdami (danse avec les stars)
- 2006 saison 4: 3e place avec Edyta Herbuś

## Récompenses et distinctions
- Vainqueur de la 2e édition en 2008 du Concours Eurovision de la danse avec Edyta Herbuś.